# Шелек
Шеле́к (каз. Шелек) — село у складі Єнбекшиказахського району Алматинської області Казахстану. Адміністративний центр Шелецького сільського округу.
У радянські часи село називалось Чилік, до 1997 року мало статус смт і було центром Чиліцького району.
Населення — 29032 особи (2021; 26688 у 2009, 22703 у 1999, 25156 у 1989).

## Відомі уродженці
У селищі Чилік народилася чемпіонка Азії із самбо та триразова чемпіонка Азії з вільної боротьби Тетяна Бакатюк (1985).